# Repomucenus lunatus
Repomucenus lunatus är en fiskart som först beskrevs av Temminck och Schlegel, 1845.  Repomucenus lunatus ingår i släktet Repomucenus och familjen sjökocksfiskar. Inga underarter finns listade i Catalogue of Life.